# Word is Out
A Word is Out című dal az ausztrál énekes-dalszerző Kylie Minogue 1991. augusztus 26-án megjelent első kimásolt kislemeze a negyedik  Let’s Get to It című stúdióalbumáról. A dal producerei Mike Stock és Pete Waterman voltak. A borító grafikáját Ellen Von Unwerth fényképezte 1991-ben az Esquire brit kiadása számára. 

## Kritikák
Chris True az Allmusic-tól ezt a dalt választotta az albumról. Larry Flick a Billboard munkatársa így nyilatkozott: "Azok az emberek, akik azt hiszik, Kylie Minogue túl könnyű számukra, meggondolhatják magukat, amikor meghallják a "Word is Out" című dalt. A remixer, Tony King segítségével elkerülte a múlt habzó HiNRG stílusát, a sláger a könnyed tempójú house hangzás mellett tele diszkó stílusú vonósokkal, és ütőhangszerekkel. Michael Wilton beszámolójában az ausztráliai Sydney-ben zajló Anti Tour turnéállomáson, ahol a dal acapella változatát adta el – a musicOMH számára kijelentette, hogy a "Word is Out" vadul alulértékelt. A dalról az ausztrál Rage című zenei videóműsorban készült különfilmről így nyilatkoztak: "Míg a múltban a dalai mindig magas minőségűek voltak, a "World is Out"-ben lévő energia sokkal csábítóbb oldalát mutatta meg Kylie, bár sokan azt gyanították, hogy eleve benne van. Nick Griffiths az album egyik "furcsa dalának" nevezte. Sophie Lawrence a Smash Hits-től ezt írta: "Kicsit úgy hangzik, mint Madonna La Isla Bonita című dala, mely egyszerűen zseniális a Better the Devil You Know óta. 100-szor meghallgatod, de soha nem unsz rá". 2023-ban Robert Moran a The Sydney Morning Herald ausztrál bulvárlap munkatársa a dal a 168. legjobb dala közé sorolta az 1983-ból.

## Kereskedelmi sikerek
A dal első kislemezként jelent meg az albumról 1991 nyarán és Top 20-as helyezést ért el az Egyesült Királyságban, elérve a 16. helyet, ezzel véget vetett Minogue 13 egymást követő brit Top 10-es slágerlistás helyezéseinek. Ausztráliában a visszafogottabb Summer Breeeze Mix változat a 10. helyen érte el a csúcsot, és Minogue 10. kislemeze lett a Top 10-ben. A Summer Breeze Mix egyoldalas limitált kiadásban jelent meg az Egyesült Királyságban, 12-es bakelit lemezen, melynek B. oldalán egy gravírozott autogram van, így a rajongók számára egy relikvia.

## Videoklip
A dalhoz tartozó videóklipet James Lebon rendezte, és a híres londoni Camden piacon forgatták. A klipben a brit televíziós műsorvezető Davina McCall mint Minogue egyik táncosa szerepelt. A videó ausztrál változata később megjelent a 2002-es (a 2003-as frissített változat is) Greatest Hits DVD-jén mint az egyik bónusz.

## Élő előadások
Minogue 2012. március 20-án az Sydney-ben található Luna Parkban adott Anti Tour koncertjén a rajongók kérésének megfelelően acapella változatban adta elő a dalt. A musicOMH munkatársa Michael Wilton szerint az előadás "tisztességes" volt.
- Let’s Get to It Tour
- Showgirl: The Homecoming Tour (acapella változat az esetleges technikai problémák esetén)
- Anti Tour (Acapella előadás Sydneyben.)

## Formátum és számlista
| Ausztrál CD és kazetta single 1. "Word Is Out" – 3:41 2. "Say the Word - I'll Be There" – 4:00 3. "Word Is Out" (Summer Breeze 12-inch mix) – 7:41 Ausztrál 12-inch bakelit A1. "Word Is Out" (Summer Breeze 12-inch mix) – 7:41 A2. "Word Is Out" (instrumental) – 3:31 B1. "Word Is Out" (UK 12-inch mix) – 5:53 B2. "Say the Word - I'll Be There" – 4:00 UK 7-inch kislemez és kazetta single 1. "Word Is Out" – 3:34 2. "Say the Word - I'll Be There" – 4:00 | UK 12-inch bakelit A1. "Word Is Out" – 5:53 B1. "Say the Word - I'll Be There" – 4:00 B2. "Word Is Out" (instrumental) – 3:31 UK és Japán CD single 1. "Word Is Out" (7-inch version) – 3:34 2. "Word Is Out" (12-inch version) – 5:53 3. "Say the Word - I'll Be There" – 4:00 |

## Slágerlista
| Slágerlista (1991)                    | Legjobb helyezések |
| ------------------------------------- | ------------------ |
| Ausztrália (ARIA)                     | 10                 |
| Europe (Eurochart Hot 100)            | 37                 |
| Írország (IRMA)                       | 8                  |
| Egyesült Királyság (UK Singles Chart) | 16                 |

## Megjelenések
| Ország             | Dátum               | Formátum(ok)                           | Label(s) | Ref.   |
| ------------------ | ------------------- | -------------------------------------- | -------- | ------ |
| Egyesült Királyság | 1991. augusztus 26. | 7-inch vinyl 12-inch vinyl CD cassette | PWL      | [ 14 ] |
| Japán              | 1991. október 21.   | CD                                     | PWL      | [ 15 ] |
| Ausztrália         | 1991. november 18.  | 12-inch vinyl CD cassette              | Mushroom | [ 16 ] |